# Kitanagoya
Kitanagoya (Japans: 北名古屋市, Kitanagoya-shi) is een stad in de Japanse prefectuur Aichi. De oppervlakte van deze stad is 18,37 km² en eind 2009 had de stad circa 81.000 inwoners.

## Geschiedenis
Kitanagoya werd op 20 maart 2006 een stad (shi) na de samenvoeging van de gemeentes Shikatsu (師勝町, Shikatsu-chō) en Nishiharu (西春町, Nishiharu-chō).

## Politiek
Kitanagoya heeft een gemeenteraad die bestaat uit 24 verkozen leden. De burgemeester van Kitanagoya is sinds 2006 Tamotsu Nagase (長瀬　保, Nagase Tamotsu), een partijloze.
De zetelverdeling van de gemeenteraad (23/04/2006-22/04/2010) is als volgt :
| Partij                          | Aantal zetels |
| ------------------------------- | ------------- |
| Partijlozen                     | 17            |
| Nieuw-Komeito                   | 3             |
| Communistische Partij van Japan | 2             |
| Democratische Partij            | 2             |

## Verkeer
Kitanagoya ligt aan de Inuyama-lijn van Meitetsu (Nagoya Spoorwegmaatschappij).
Kitanagoya ligt aan de nationale autoweg 22, aan de route 16 van de Nagoya-snelweg en aan de prefecturale wegen 59, 62, 63, 158, 161, 164, 165 en 451.

## Partnersteden
Kitanagoya heeft een stedenband met
- Muan, Jeollanam-do, Zuid-Korea

## Geboren in Kitanagoya
- Asano Nagamasa (浅野長政, Asano Nagamasa), daimyo, zwager en adviseur van Toyotomi Hideyoshi
- Atsunori Inaba (稲葉 篤紀, Atsunori Inaba), honkballer

## Aangrenzende steden
- Ichinomiya
- Iwakura
- Kiyosu
- Komaki
- Nagoya